# Ӡә
Ӡә – dwuznak cyrylicy wykorzystywany w zapisie języka abchaskiego. Oznacza dźwięk [ʥʷ], czyli uwargowioną spółgłoskę zwarto-szczelinową dziąsłowo-podniebienną dźwięczną.

## Kodowanie
| Forma     | Wygląd | Części składowe | Części składowe |
| --------- | ------ | --------------- | --------------- |
| majuskuła | Ӡә     | U+0411 Ӡ        | U+04D9 ә        |
| minuskuła | ӡә     | U+0431 ӡ        | U+04D9 ә        |